# Nelson Rockefeller
Nelson Aldrich Rockefeller (Bar Harbor, Maine, 8 de juliol de 1908 - 26 de gener de 1979) va ser un polític estatunidenc i Vicepresident dels Estats Units entre 1974 i 1977.

## Membre del Clan Rockefeller
Nascut en el si d'una de les famílies més riques i conegudes del país, dedicada als negocis i la política. Net per línia paterna de John Davison Rockefeller, fundador de Standard Oil i considerat l'home més ric del món en la seva època, i net per línia materna del senador Nelson Wilmarth Aldrich. De la companyia Standard Oil descendirien més tard companyies com ExxonMobil o Chevron Corporation. Tant ell com els seus germans van ser criats per a continuar la tradició familiar i fer carrera en el món dels negocis o la política.
El seu germà major, John, dedicaria la seva vida a la filantropia. El seu germà Winthrop es traslladaria a viure a Arkansas, on es convertiria en el primer governador republicà des de la Reconstrucció. David Rockefeller, seria president del Chase Manhattan Bank i un dels referents de la vida social i econòmica americana de l'últim segle. Laurence, altre dels germans, es casaria amb l'hereva de l'antic president de Northern Pacific Railway. Nelson es decidiria per la política. El seu nebot Jay Rockefeller, fill de John, és actualment senador del Partit Demòcrata per Virgínia de l'Oest. Ampliant així la influència del clan més enllà d'un únic partit.
També un altre dels seus nebots, Winthrop Rockefeller Jr., va ser candidat republicà fallit a la governació d'Arkansas en les eleccions de 2006.

## La família com a plataforma
Nelson Rockefeller es va graduar el 1930 per la Dartmouth College i va començar a treballar en diferents empreses i organitzacions filantròpiques de la família. A l'edat de 29 anys va ser president del Rockefeller Center. Va utilitzar aquest càrrec com a plataforma de llançament per a una futura carrera política. La seva família era propietària de més del 90% del petroli d'estats llatinoamericans com Veneçuela i va viatjar per diferents països del continent realitzant investigacions culturals sobre art precolombí i promovent els valors de la democràcia a través de la seva organització.
Es va caracteritzar per ser un patró de les arts en l'Amèrica Llatina. Per exemple va ser el qui pel seu pas per Colòmbia va comissionar al Mestre Santiago Martínez Delgado per a fer el major llenç a l'oli de Llatinoamèrica, per al llavors Banc de Nova York (avui City Bank). Va ser també president del Museu d'Art Modern de Nova York al començament de la dècada de 1940.

## Primers passos en política
La seva carrera política s'inicia quan el president Franklin Delano Roosevelt el nomena director de l'Oficina d'Assumptes Interamericans, càrrec que va ocupar entre 1940 i 1944 i la principal funció del qual era promoure les polítiques de Roosevelt en els països Llatinoamericans per a contrarestar així la influència de l'Alemanya nazi en la regió.
Entre 1944 i 1945 va ser assistent del secretari d'Estat Edward Stettinius per a Assumptes d'Amèrica Llatina i l'Hemisferi Occidental. Després de finalitzar la Segona Guerra Mundial va encapçalar la International Development Advisory Board, com a part del Programa de Quatre Punts del president Harry Truman per a donar assistència econòmica a països estrangers.
Durant l'Administració Eisenhower va ser cap del Comitè sobre Reorganització Governamental del president (1953-1958), sotssecretari de Sanitat, Educació i Benestar (1953-1954), i assistent especial del president per a Afers exteriors (1954-1955). Rockefeller va participar en la creació de l'American International Association i en el grup de financers que va idear la construcció del World Trade Center de Nova York.

## Governador de Nova York (1959-1973)
En 1956 va abandonar els seus llocs en l'administració federal per a començar a preparar la seva candidatura pel Partit Republicà a la governació de Nova York, i donar així el salt a un càrrec electe per primera vegada. El novembre de 1958 va derrotar el governador demòcrata Averell Harriman i es va convertir en el 53è governador de l'estat de Nova York. Va ser reelegit tres vegades més el 1962, 1966 i 1970.
En els seus anys com a governador, Nelson Rockefeller es va convertir en un referent per als republicans liberals i en el gran baró del Partit Republicà de la Costa Est. Va ocupar una reeixida gestió que va combinar mesures socials com l'augment d'impostos per a la construcció de cases d'interès social i la reorganització del transport públic o del sistema d'ensenyament estatal, convertint la Universitat de Nova York en el més gran centre públic d'ensenyament superior del país, amb mesures de llei i ordre com les estrictes i revolucionàries lleis de penalització de venda i possessió de drogues. Les més dures del país.
El 9 de setembre de 1971 va haver d'enfrontar l'amotinament dels presos de la presó estatal d'Attica. Els amotinats havien pres com a ostatges a 38 funcionaris de la presó. Rockefeller va ordenar que les tropes de la Guàrdia Nacional i la policia de Nova York assaltessin la presó per a alliberar els ostatges i acabar amb el motí. El resultat van ser 40 persones mortes, entre ells 11 dels ostatges. Els fets van minar la popularitat del governador que va ser fortament criticat pels demòcrates i la premsa.

## Campanya presidencial de 1964
Home tremendament carismàtic i popular, a diferència d'altres polítics republicans, Rockefeller sempre va mantenir unes excel·lents relacions amb la premsa. Des del començament de la seva carrera política va mostrar ambició per arribar algun dia a la Casa Blanca i comptava amb totes les influències i contactes que qualsevol candidat requereix. Va fer un primer intent, una mica discret, en les presidencials de 1960, però encara tot just duia un any com a governador i aviat va ser evident que no tenia cap possibilitat d'arravassar-li la candidatura republicana al llavors vicepresident Richard Nixon. L'intent de 1960 li va servir a Rockefeller para evidenciar que ell estava aquí i que tornaria a intentar-lo. Era el clar front-runner per a la nominació republicana de 1964.
Representava a l'establishment del partit i tenia tot l'aparell a la seva disposició. Era un republicà liberal que a Nova York havia col·laborat amb els sindicats o s'havia manifestat en favor de l'Acta de Drets Civils (Civil Rights Act). Això li va guanyar la desconfiança dels sectors més conservadors del partit que es van alinear entorn de la candidatura del senador per Arizona, Barry Goldwater. El New York Times deia el 1964 que Rockefeller tenia tantes possibilitats de perdre la nominació com d'arruïnar-se. Però el que semblava un camí obert i sense problemes es va convertir aviat en un calvari. El governador de Pennsilvània William Scranton es va unir a la terna de candidats dividint el vot liberal i moderat entre ell i Rockefeller. Rockefeller va sofrir el primer giravolt en la primària de Nou Hampshire, un estat en el qual havia de guanyar. Per a sorpresa de tots, el guanyador va resultar ser l'exsenador Henry Cabot Lodge que ni tan sols havia presentat formalment la seva candidatura.
Rockefeller va guanyar en llocs com Virgínia de l'Oest i Oregon però aviat el senador Goldwater va començar a acumular victòries a Illinois, Texas, Indiana i Nebraska. William Scranton va quedar primer en la interna de Pennsilvània.
Tot va quedar a costa de les primàries del gran estat de Califòrnia, que aportava un nombre important de delegats per a la convenció. Poc abans de la important cita va sortir als mitjans la història de l'adulteri i posterior divorci del governador Rockefeller i això va destruir la seva imatge als ulls de molts dels pesos pesants del partit que fins a aquest moment li havien donat suport. Barry Goldwater va guanyar la primària de Califòrnia i Nelson Rockefeller va decidir abandonar la carrera.

## Campanya presidencial de 1968
A pesar de l'intent fallit de 1964, no va perdre l'esperança per arribar a la presidència i va tornar a llançar-se com candidat el 1968. Amb la nominació de Goldwater quatre anys abans, el Partit Republicà s'havia escorat a la dreta i Rockefeller mancava ja de gran part de la influència que havia tingut anteriorment en l'aparell. Ja no era el favorit. El favorit era un Richard Nixon que havia ressorgit amb força i que comptava amb una vasta organització electoral en els estats crucials. Altres candidats eren el governador de Michigan, George Romney, i el tot just triat governador de Califòrnia, Ronald Reagan. Nixon va guanyar fàcilment en la primària de Nou Hampshire, quedant Rockefeller en segon lloc. Això ho va convertir en la més clara alternativa a Nixon, al que va derrotar en la primària de Massachusetts en el mes d'abril. Però en cap moment va poder posar en veritables apurs a la gran maquinària de Nixon, heretada de la seva anterior campanya de 1960 i de la de Goldwater el 1964. Nixon es va fer amb 692 delegats i Rockefeller amb 277. Una vegada més, els seus intents d'arribar a la Casa Blanca havien fracassat. Mai més tornaria a ser candidat a la presidència.

## Vicepresident dels EUA (1974-1977)

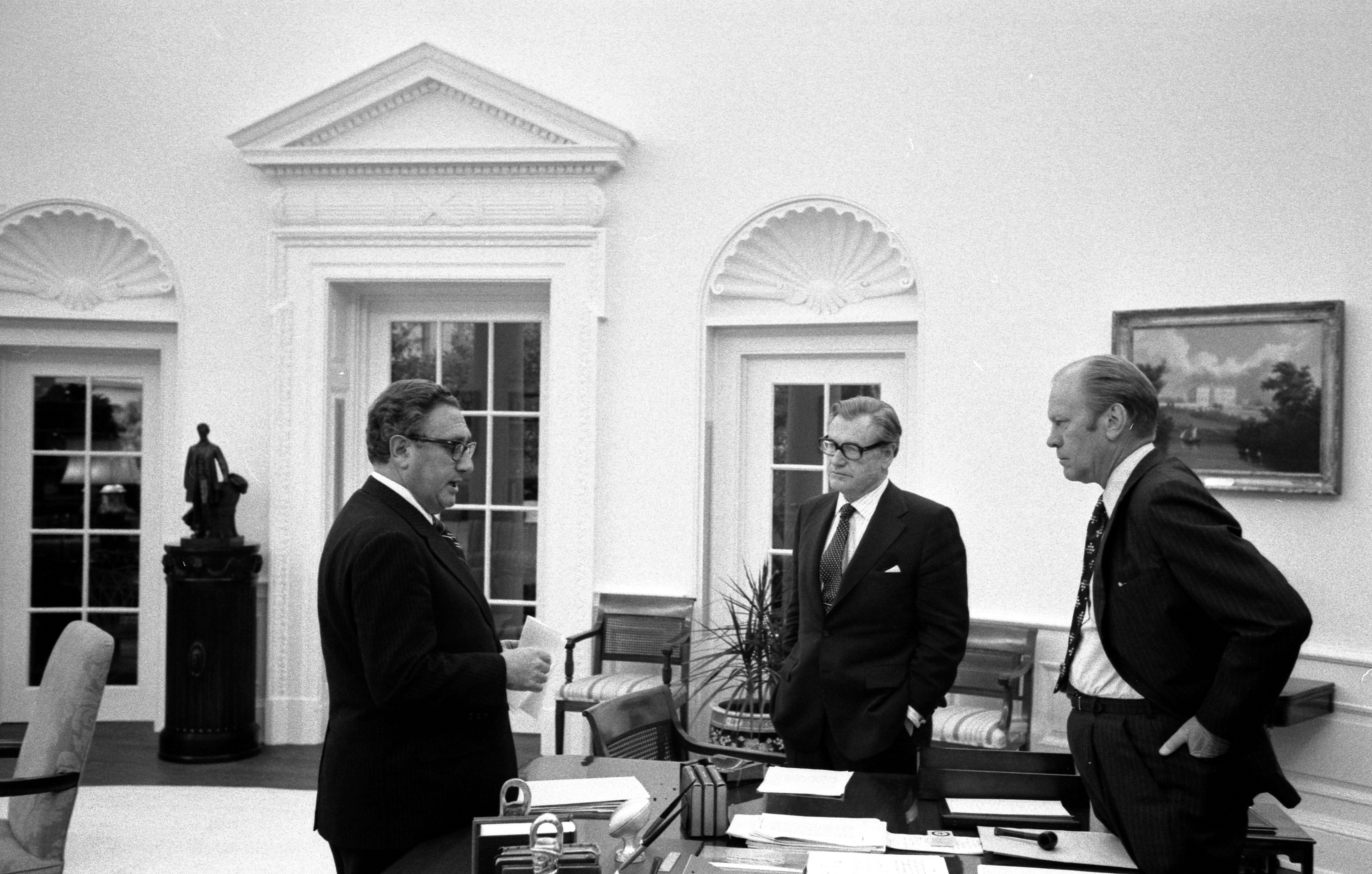
Henry Kissinger, Nelson Rockefeller (centre) i Gerald Ford discuteixen sobre l'evacuació de Saigon, 28 abril 1975. Ford Presidential Library.

Després de la caiguda en desgràcia del president Nixon, els republicans de Rockefeller van veure la seva ocasió per a reivindicar-se i guanyar pes en el partit i en l'administració. Van assolir que el nou president Gerald Ford, nomenés a Nelson Rockefeller para la vicepresidència. Els demòcrates controlaven amb una àmplia majoria el Congrés i havia pocs republicans que podien passar l'aprovació d'un Congrés tan hostil al president. Ford va utilitzar a Rockefeller per apaivagar als demòcrates i buscar la seva cooperació. Però la designació va enfurir als republicans conservadors.
Va jurar el seu càrrec com a vicepresident el 19 de desembre de 1974. Durant el seu període la residència oficial del vicepresident es va traslladar a l'Observatori Naval dels Estats Units. Es va queixar en nombroses ocasions que el president Ford no li donava suficient poder en la presa de decisions i s'havia de conformar a liderar iniciatives com la Whip Inflation Now.
En les eleccions presidencials de 1976, Nelson Rockefeller seria sabotejat per l'ala dreta del Partit Republicà. Després d'una dura pugna en les primàries, en les quals el president Ford no va assolir assegurar la nominació fins a l'últim sospir, els elements més dretans reunits entorn de la candidatura de Ronald Reagan es van sentir forts per a imposar les seves pròpies condicions en la plataforma electoral. Ford va arribar a la convenció de Kansas City amb 1.187 delegats i Reagan va arribar amb 1.070. Rockefeller, temerós que ho deixessin fora del tiquet electoral, va enviar al seu amic Henry Kissinger com negociador al centre de convencions en un intent desesperat per mantenir la seva posició.
Però els delegats de Reagan van deixar clar des del primer moment que mai acceptarien a Rockefeller com candidat vicepresidencial, ni tampoc a la segona alternativa dels liberals, l'ex fiscal general Elliot Richardson. La gent de Ford, per la seva banda, es negava a acceptar al senador Jesse Helms. Al final la qüestió es va resoldre amb l'elecció del senador Bob Dole com número dos de la candidatura. Dole era un veterà de guerra i expert en temes d'agricultura que podia resultar acceptable per a ambdues parts. A Nelson Rockefeller, vicepresident en exercici, se li negava així l'oportunitat d'aspirar a la reelecció i, passés el que passés en les eleccions, quedaria fora de joc el 20 de gener de 1977. Poc abans de deixar el càrrec li va ser atorgada la Medalla Presidencial de la Llibertat.

## Mort amb polèmica
Retirat ja de la política, va morir el 26 de gener de 1979 d'un atac de cor. Oficialment es va informar que havia mort mentre treballava en la seva oficina de Manhattan. Però aviat es va esbrinar que la seva mort s'havia produït en la seva casa de Maine, mentre practicava l'acte sexual amb la seva secretària Megan Marshak, de 45 anys. La secretària va trigar a cridar als serveis mèdics i després va ser tard per a poder reanimar-lo. Les seves cendres estan sepultades a Pontico Hills, Nova York.